# RS-244
Pour les articles homonymes, voir Route 244.
La RS 244 est une route locale de l'État du Rio Grande do Sul située dans la mésorégion métropolitaine de Porto Alegre qui débute à l'embranchement avec les RS-130 et 401, dans la municipalité de General Câmara, et s'achève à Venâncio Aires. Elle dessert General Câmara, Vale Verde, Passo do Sobrado et Venâncio Aires et est longue de 68,560 km.